# Poser (Adelsgeschlecht)

Wappen derer von Poser

Poser ist der Name eines schlesischen Uradelsgeschlechts, das aus den drei Häusern Poser und Pangau, Poser und Rohrau sowie Poser und Groß-Naedlitz besteht.

## Herkunft
Die Familie stammt ursprünglich aus dem sächsisch-thüringischen Raum und ist im Rahmen der Kolonisation nach Schlesien gelangt.
Poseritz auf Rügen wird als eigentlicher Ursprung der Familie in Fachkreisen angesehen, also im slawischen Teil des heutigen Vorpommern, während Mecklenburg kaum Besiedlung durch Slawen erfuhr. Ribnitz-Damgarten ist noch heute die natürliche Grenze mit dem zugehörigen Fluss. Es entstanden hernach Groß Poserin und Neu Poserin im heutigen Mecklenburg-Vorpommern, welche Privilegien zunächst überhaupt nicht in Schlesien bestanden. Kolonisation der östlicheren Gebiete erfolgte gemeinsam mit den Reussen aus Skandinavien. Im Zuge der Völkerwanderung später in Richtung Westen kamen auch viele Poser aus Schlesien in Thüringen durch und blieben sesshaft.
München und Hamburg zählen deshalb noch heute zu den Orten mit der größten Dichte des Namens Poser in Deutschland.
Das Geschlecht geht zurück auf Themo de Poserne (Posar), Ritter unter Herzog Heinrich V. von Schlesien, der in Jahren 1275 bis 1296 urkundlich erwähnt wird. Als Stammsitz werden die Orte Hohenposeritz, ein Rittersitz im Herzogtum Schweidnitz oder das weiter östlich gelegene Poseritz (früher Roth-Poseritz), ein ehemaliges kaiserliches Kammergut im Herzogtum Brieg vermutet. Die sichere Stammreihe beginnt 1361 mit Johannes von Poser auf Eisdorf im Herzogtum Namslau. Unter Themos Nachkommen entstanden im Jahr 1440 das Haus Pangau, 1536 das Haus Rohrau und 1568 das Haus Groß-Naedlitz, alle im Fürstentum Breslau. Um 1486 erscheinen Georg von Poser auf Rohrau und Hans Poser auf Seifersdorf. 1541 fungierte Melchior Poser von Polritz auf Jackschenau bei Oels als Landmarschall von Frankenstein des Fürsten von Münsterberg-Oels. 1611 befehligte der Oberstleutnant Hans von Poser und Groß-Naedlitz eine 1.000 Mann starke Kavallerie. 1616 bekleidete Ernst von Poser und Eisdorf auf Pruskawe das Amt des Regierungsrates des Fürstentums Münsterberg. Heinrich von Poser der Ältere, Herr auf Tschechen wurde königlicher Mannsrechtbeisitzer und Landesbestallter der Fürstentümer Schweidnitz-Jauer und Georg von Poser auf Groß-Kirchen und Noldau königlicher Landgerichtsassessor zu Breslau. 1730 lebte Christian Heinrich von Poser und Groß-Naedlitz auf Gronowitz, kaiserlicher Rat und Landesältester der Standesherrschaft Wartenberg, der Ahnherr aller späteren Zweige. Er hinterließ vier Söhne, darunter Gottfried von Poser, Landhofrichter und Herr auf Domsel, der ohne Nachkommen starb. Friedrich von Poser, Herr auf Jeroltschütz war königlich-preußischer Rittmeister. Heute existiert nur noch das Haus von Poser und Groß-Naedlitz (Ort: Groß-Nädlitz, Kreis Breslau; poln.: Nadolice Wielkie).

## Güter
Im Laufe der Zeit fielen viele Güter an derer von Poser. Eines der ersten Güter war Groß Naedlitz, Kreis Breslau, welches 1535 im Erbgang an Georg I. von Poser und Rohrau (1500–50) gelangte. Sein Sohn Daniel I. von Poser begründete, auf dem Gut, das Haus von Poser und Groß-Naedlitz. Im Jahr 1622 wurde das Gut von Hans von Poser und Groß-Naedlitz verkauft. Der Güterbesitz derer von Poser erstreckte sich im Laufe der Jahre vom Kreis Liegnitz im Westen bis zum Kreis Kempen im Osten und vom Kreis Militsch im Norden bis zum Kreis Reichenbach im Süden. Derer Poser und Groß-Naedlitz besaßen bis zur Enteignung beider im Zweiten Weltkrieg zwei Rittergüter, beide im Kreis Trebnitz. Im Jahr 1741 fiel das Rittergut Bingerau (heute Rzędziszowice) in die Hände derer Poser und Groß-Naedlitz und seit 1774 auch das Rittergut Zedlitz.

## Wappen
Das Wappen zeigt in Blau eine auf einem silbernen Mühlstein stehende, flugbereite schwarze Krähe, auf dem Helm mit blau-silbernen Decken eine Krähe wie im Schilde. Es entstand im Jahre 1650 und stellt eine Besonderheit dar, da es das einzige Wappen mit der Darstellung eines Rabens ist, bei dem der Raben keine Auswirkung auf den Nachnamen hatte. Dies könnte auf einen slavischen Ursprung derer von Poser hindeuten, da in anderen Fällen die Raben auf dem Wappen die Odinsraben darstellen sollte. Die Sage zu dem Wappen, derer von Poser findet sich in Werken von George Hesekiel.

## Bekannte Familienmitglieder

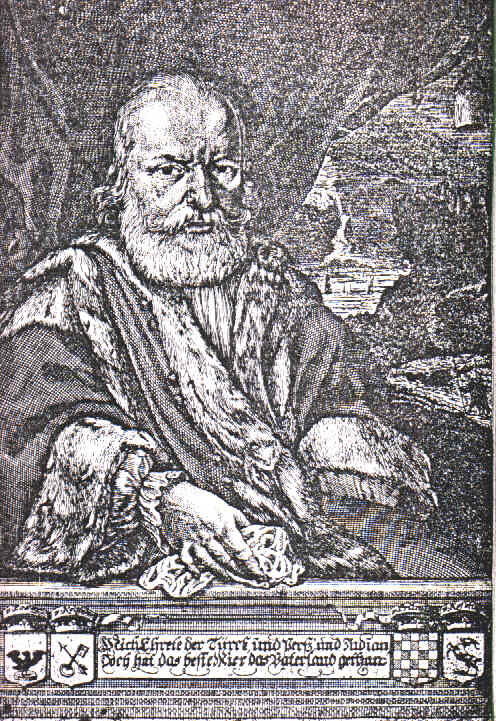
Heinrich von Poser und Groß-Naedlitz

- Hans von Poser und Groß-Naedlitz (1560–1623), Oberster des IV. schlesischen Kreises und Generalkriegskommissar
- Heinrich von Poser und Groß-Naedlitz „Der Weitgereiste“ (ca. 1598–1661), Weltreisender, machte eine vierjährige Reise von Konstantinopel nach Indien
- Carl Friedrich von Poser und Groß-Naedlitz (1700–1776), preußischer Landrat des Kreises Neumarkt in Schlesien
- Gottlieb von Poser und Groß-Naedlitz (1713–1784), preußischer Landrat des Kreises Groß-Wartenberg in Schlesien
- Heinrich Ludwig von Poser und Groß-Naedlitz (1715–1785), preußischer Leutnant und Oberforstmeister
- Sylvius von Poser und Groß-Naedlitz (1739–1817), preußischer Oberstleutnant, Flügeladjutant Friedrichs des Großen
- Friedrich Wilhelm von Poser und Groß-Naedlitz (1745–1815), preußischer Regierungspräsident in Küstrin
- Moritz von Poser und Groß-Naedlitz (1783–1854), preußischer Landrat des Kreises Trebnitz in Niederschlesien
- Hermann von Poser und Groß-Naedlitz (1838–1922), preußischer Generalmajor
- Arno von Poser und Groß-Naedlitz (1869–1940), preußischer Generalmajor
- Victor von Poser und Groß-Naedlitz (1880–1957), preußischer Landrat des Kreises Ortelsburg in der Provinz Ostpreußen
- Dietrich von Poser und Groß-Naedlitz (1911–1937), Leutnant der Luftwaffe in der Legion Condor
- Hasso von Poser und Groß-Naedlitz (1929–2014), ehml. Vorstand bei einer Tochterfirma der Mannesmann Handel AG
- Harda Irmgard von Poser und Groß-Naedlitz (* 1943), Bundesverdienstkreuzträgerin und Autorin
- Boris von Poser und Groß-Naedlitz (* 1967), Regisseur
- Stefanie von Poser und Groß-Naedlitz (* 1979), Schauspielerin